# Omen (Musikproduzent)

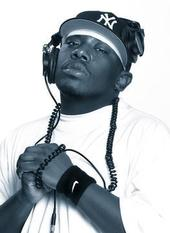

Sidney Brown (* 21. August 1976), besser bekannt als Omen, ist ein US-amerikanischer Musikproduzent aus dem New Yorker Stadtteil Harlem. Er hat bereits für Künstler wie J. Cole, Drake, Lil Wayne, Ludacris, Fabolous, Vado, Memphis Bleek, Redman, Keith Murray, Jellestone, Paypa und Amil produziert.
Omen's Produktion ist derzeit untergebracht im bekannten Harlemer Aufnahmestudion Stadium Red, wo auch unter anderen Just Blaze seine Werke produziert.

## Karriere
Omen begann in den späten Neunzigern Songs für namhafte Künstler wie für Memphis Bleek und Amil, welches unter dem Label Roc-A-Fella Records veröffentlicht wurde, zu produzieren.
2006 produzierte Omen den Song „Tell It Like It Is“ für Ludacris, welcher auf dem Doppel-Album „Release Therapy“ veröffentlicht wurde, das 2007 den Grammy für das beste Rap-Album gewann. Omen erhielt dadurch seinen ersten Grammy Award und -Zertifikat.
Zusammen mit Noah „40“ Shebib produzierte Omen den Song „I'm Single“ von Lil Wayne, welcher auf dem Album „I'm Not A Human Being“ Platz 1 der Billboard Charts erreichte.
Omen hat mit Weerai Music Company einen Musikproduktionen-Deal.

## Produktionen
- 2011
  - „Applause“ by Omen and the Elaborate Musik Orchestra featuring XV, 4IZE, Ashton Travis and Jigsaw Tha Puzzla
  - „Get Back“ by Diggy Simmons, Ashton Travis, and Mike Jagger from Black Hero Theme Musik
  - „Negro Spiritual“ by Mickey Factz, Ashton Travis, Nickelus F, Luckie Day, and The C3 Choir from Black Hero Theme Musik
  - „All For Me“ by XV, Vado, Cyhi Da Prynce, and Erin Christine from Zero Heroes

- 2010
  - „Polo“ remix by Vado featuring Young Dro
  - „Polo“ by Vado from Slime Flu
  - „I'm Single“[4] by Lil Wayne from I'm Not A Human Being
  - „Shut It Down“[5] by Drake featuring The-Dream from Thank Me Later

- 2009
  - „I'm Single“ by Lil Wayne from No Ceilings

- 2008
  - „Overdose On Life“ featuring Drake, Mickey Factz, and Travis McCoy from Gym Class Heroes

- 2007
  - „Soopaman Luva 6“ by Redman featuring Hurricane G from Red Gone Wild

- 2006
  - „Tell It Like It Is“ by Ludacris from Release Therapy

- 2003
  - „Why Wouldn't I“ and „Change Your or Change Me“ by Fabolous from Street Dreams
  - „Swagger Back“ by Keith Murray from He's Keith Murray

- 2001
  - „One Day“ by Fabolous from Ghetto Fabolous

- 2000
  - „No 1 Can Compare“ by Amil from All Money Is Legal

- 1999
  - „Everybody“ by Memphis Bleek from Coming of Age